# Ahorn-Alp
Die Ahorn-Alp ist ein Gipfel im Napfbergland. Sie liegt auf 1'140 m ü. M. in der Gemeinde Luthern im Schweizer Kanton Luzern und grenzt direkt an den Kanton Bern und die Gemeinde Eriswil.

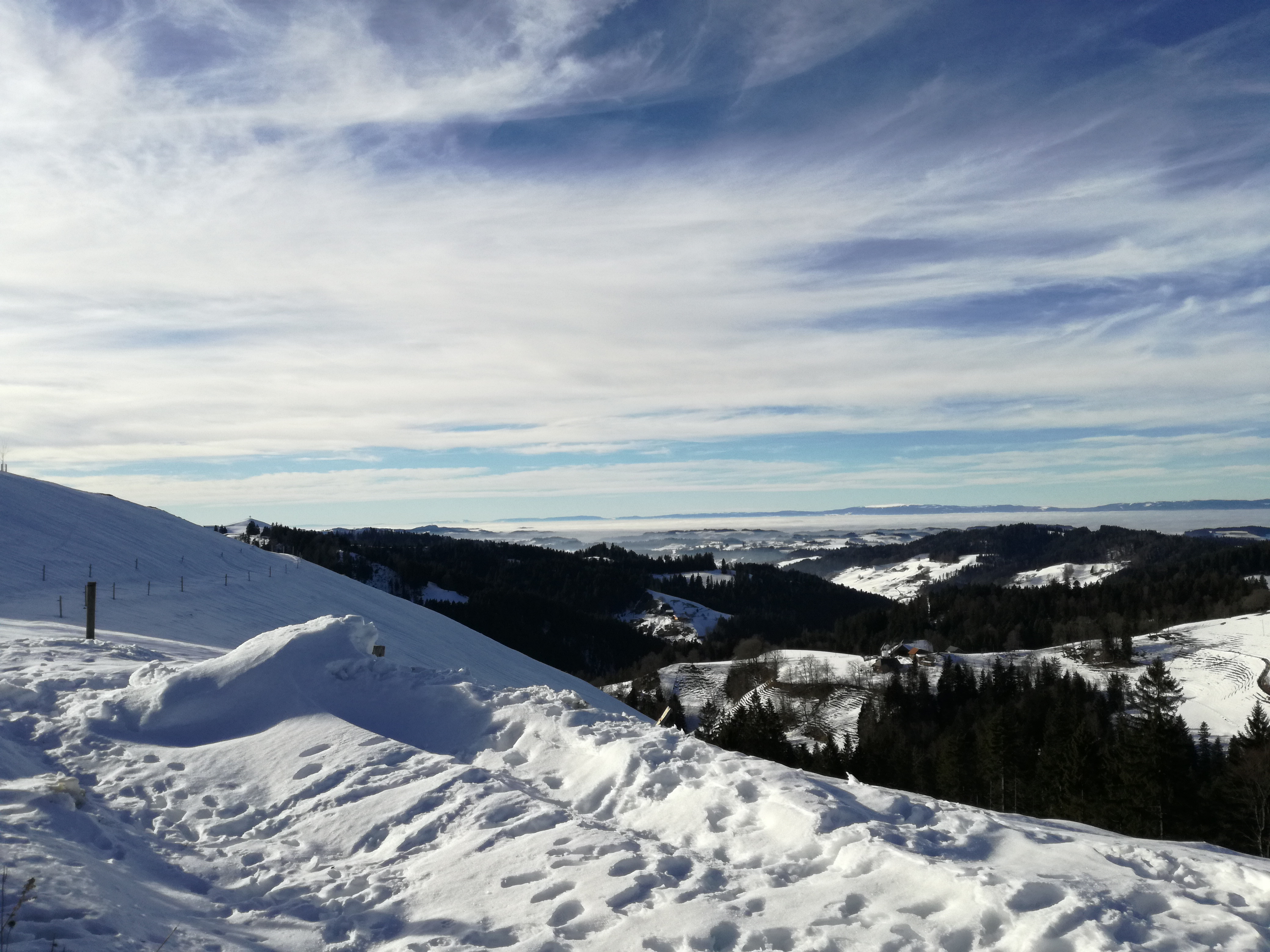
Blick Richtung Nordwesten

Der Gipfel ist von Eriswil oder von Luthern her sowohl mit dem Auto als auch zu Fuss über Wanderwege erreichbar. Vom Gipfel hat man Aussicht über weite Teile des Schweizer Mittellandes. Ab der Ahorn-Alp gibt es mehrere Wanderrouten wie beispielsweise zum Hochänzi und von dort weiter nach Osten zum eigentlichen Napf oder nach Westen zur Lüderenalp.